# 韋格內山脈
72°42′S 62°23′W / 72.700°S 62.383°W
韋格內山脈（英語：Wegener Range），是南極洲的山脈，位於帕爾默地東南部，處於莫里冰川和芬頓冰川之間，全長約80公里，海拔高度1,800米，在1940年由美國研究隊拍攝空中照片，現時由南極條約體系管理。